# Brachyselia natalensis
Brachyselia natalensis är en tvåvingeart som beskrevs av Schmitz 1927. Brachyselia natalensis ingår i släktet Brachyselia och familjen puckelflugor. Inga underarter finns listade i Catalogue of Life.